# Pelourinho de Azinhoso
O Pelourinho de Azinhoso localiza-se na freguesia de Azinhoso, município de Mogadouro, distrito de Bragança, em Portugal.
Este pelourinho encontra-se classificado como Imóvel de Interesse Público desde 1933.